# Marc Ravalomanana
Marc Ravalomanana (született 1949. december 12-én Imerinkasininában) a merina népcsoportból származó malgas politikus, Madagaszkár elnöke. 2002. május 6-án vette át a hivatalt Didier Ratsirakától a 2001. december 16-án tartott elnökválasztások eredménye körüli vita lezárása után. Ebben Ravalomanana sikeresen érvényesítette akaratát, miszerint az első körben többséget szerzett. 2006. december 3-án választották meg újra, ismét az első körben szerzett szavazati többséggel.

## A Tiko felemelkedése
Svédországban végzett protestáns főiskolán. Mielőtt belépett volna a politikába, gazdag és sikeres üzletember és Madagaszkár legnagyobb tejüzemének, a Tikónak alapítója és tulajdonosa volt. Mielőtt kölcsönt kapott volna a Világbanktól, amiből gyárat vásárolt, házilag gyártott joghurtot árult.

## Korai politikai pályája
1999. november 14-én az antananarivói önkormányzati választásokon a főváros polgármesterévé választották a szavazatok csaknem felével. A poszton a volt miniszterelnököt, Guy Willy Razanamasyt váltotta. Polgármestersége alatt számos sikert ért el, mint például a főváros rendbetétele. 2001. augusztus 5-én bejelentette szándékát, hogy indulni kíván a december 16-i választásokon. Két hónap után a közvéleménykutatások szerint már népszerűbb volt mint az akkori elnök, Didier Ratsiraka. A választásokat Ravalomanana nyerte Ratsiraka előtt, ám nem szerzett döntő többséget, így szükséges volt egy második kör megtartása is. Ravalomanana azonban visszautasította a részvételt egy újabb választáson, és követelte, hogy az alkotmánybíróság számlálja újra a szavazatokat. Ekkor Ratsiraka támogatói blokád alá vették a fővárost, amit Ravalomanana támogatói birtokoltak. 2002. február 22-én Ravalomanana a választások győztesének nevezte meg magát. Április 29-én a alkotmánybíróság is megerősítette Ravalomanana győzelmét, így május 6-án hivatalosan is letehette az esküt. Az elnökség továbbra is vitatott maradt, bár Didier Ratsirakának 2002. július 5-én a harcok miatt el kellett hagynia az országot, miután elvesztette az uralmát az ország tartományainak nagy részében.

## Elnöksége
Ravalomanana első elnöki ciklusa alatt jelentősen javította az ország infrastruktúráját, és számos fejlesztést vezetett be az egészség- és oktatásügyben. Elnökségét azonban beárnyékolja az a tény, hogy Madagaszkár vásárlóerő paritása csökkent, valamint az, hogy nem tett intézkedéseket a szegénység csökkentésére. 2006. november 18-án az Európából visszatérő elnök repülőgépe nem szállhatott le Antananarivo repülőterén puccskísérlet és a repülőtérhez közeli lövöldözések miatt. Később azonban ezt a puccsot meghiúsították.
2006. december 3-án Ravalomanana újra jelöltette magát elnöknek. A hivatalos eredmények szerint a szavazatok 54,79%-val nyerte meg a választásokat az első körben. A legjobb eredményt Antananarivo tartományban szerezte meg; itt a szavazatok 75,39%-át szerezte. 2007. január 19-én tette le az esküt.
2007 júliusában feloszlatta a Népgyűlést még a megbízatásának vége előtt, egy évvel az alkotmányos népszavazás után. Ravalomanana szerint az új parlamenti választások szükségesek voltak, hogy a Népgyűlés már az új alkotmányos rend szerint működhessen.

## Magánélete
Ravalomanana ismert erős keresztény hite miatt. Jelenleg ő a vezetője Jézus Krisztus madagaszkári egyházának (FJKM), egy református egyháznak, amelynek Madagaszkáron 2,5 millió követője van. 2005-ben egy beszéde során szándékát jelezte, hogy egy keresztény nemzetet szeretne létrehozni. Ez számos kritikát váltott ki, mivel az alkotmány a szigetállamot világinak nevezte meg, ám a 2007-es madagaszkári népszavazás ezt eltörölte, számos más változást is hozva.
Ravalomanana eközben jó farmer személyében is mutatja magát. Elnöksége alatt egy tejüzemet és egy rizsfarmot alakított ki az elnöki palotájának közelében, Antananarivo mellett.

## Kitüntetései
Mauritiuson az Indiai-óceán kulcsa és csillaga rend nagyparancsnokává tüntették ki.